# Игуман Нестор (Тркуља)
Нестор Тркуља (Црни Луг код Босанског Грахова, 16. октобар 1899 — Манастир Милешева, 27. октобар 1941) је новоканонизовани српски светитељ. Био је игуман Манастира Милешеве.

## Живот
Свештеномученик Нестор (Тркуља) рођен  је 16. октобра 1899. године у Црном Лугу код Босанског Грахова. Након завршетка црноришке школе, постаје црноризац у Светој обитељи Раковица 1924. године. Исте године примио је и свјештенички чин. Пред почетак Другог свјетског рата постављен је за старјешину Милешеве.
Стијрељали су га партизани 27. октобра 1941. године уз бесмислену оптужбу да је Италијанима проказао Љубишу Миодраговића. Такви подаци допрли су до револуционара Данила Јауковића који је о томе писао да је Љубиша са другарицом Ђином заноћио у Седобру, на гумну, код куће сељака Воја Бојовића. Италијани су, по Јауковићу, обавјештени од Тркуље гдје се налази Миодраговић, дошли 27. октобра ујутро у село Седобро и убили га на спавању, као и Радоша и Пера Бојовића, док се Ђина Врбица — Миодраговић спасила. Италијани су спалили све зграде Бојовића.
Друга комунистичка клевета за убиство игумана Тркуље, које је обављено без претходног суђења, је била од Мјесног комитета за Пријепоље. Секретар Бранко Радичевић и један од чланова, Милутин Дивац, имали су податке да игуман ради на организовању четника и да је зато ишао у Прибој на некакве четничке договоре. Те податке је Мјесни комитет дао команди Милешевске чете и она се тиме руководила. У то вријеме ту није било четника, па је апсурдна теза о његовој кривици. У сепарату Дивца о томе нема ни једног доказа, сем паушалних тврдњи. У цијелој историографији НОР-а милешевског краја, писаној пет деценија, нигдје нема ваљаног доказа о било каквој игумановој кривици. Постоје само претпоставке: посумњало се, има мишљења, организовао четнике. Тек пола вијека касније, Војин Бојовић поштено признаје игуманову невиност. Убиство у Седобри се десило на Свету Петку (14/27. октобар).
Стари Радован Пусулић из Седобра се тај дан вратио кући са вашара у Пријепољу. По његовом свједочењу, тог љета су хрватске усташе у том крају наоружавале њихове комшије муслимане, хушкајући их против Срба. У сумрак је добио поруку комшија и рођака Бојовића, да хитно дође код њих. Рекли су му да се нешто значајно спрема. Златар је био пун партизана, који су брзо требали заузети тај крај од Италијана. Са Бојовићима је кренуо у сусједно муслиманско село Ташево. Дошли су до куће ташевског кмета Саита Халиловића. Милош Бојовић је сељанима заповиједио предају оружја партизанима, чија је команда била на гумну Боја Бојовића. Опрезни муслимани су наивном Милошу то и обећали, али то нико од њих није урадио. Умјесто предаје оружја, ту информацију су јавили Италијанима у Пријепољу, а исте ноћи је усљедило опкољавање села Седобро. Поред Халиловића, сумња је била и на Арслану Барјактаревићу из Ташева, да је обавијестио фашисте. Зато су га партизани ликвидирали, а Халиловићу је након рата суђено. Ипак је све заташкано, да би се лаж о кривици игумана одржала. Који су погријешили, нису били вољни да признају своју грешку. Војко Бојовић, носилац партизанске Споменице 1941. из фамилије Бојовића у Седобру је рекао да је као борац Прве милешевске партизанске чете учествивао у хватању и страдању игумана Нестора Тркуље. Упали су ноћу у конаке и из постеље извукли игумана и одвели га у шуму изнад свете обитељи. Молио је да му поштеде живот. Говорио је да ни за шта није крив. Да би спасио свој живот, нудио им је новац, злато... Руководство чете је све то одбило.
Убијен је по кратком поступку. Без суђења. Петорка га је стријељала плотуном. Потом је леш затрпан у једној јарузи грањем и лишћем. Пар дана касније га сељаци из околине проналазе и тијело достојно сахрањују. Војко Бојовић је тада вјеровао да то чини због Љубише, његовог брата Пера и рођака Радоша. На основу свега што је накнадно сазнао, чврсто је био увјерен да за њихову смрт игуман није био ништа крив. Замагљивање стварних узрока игуманове смрти нашло се и у једној завичајној ратној пјесми, објављеној у брошури Рукописна збирка Душана Томашевића Ћирка од аутора др Петра Влаховића, коју је 1960. издао Етнографски институт САНУ у Београду. Из пјесме је волшебно изостављено осам стихова који су били у њеној првобитној изворној верзији. Ти стихови су:
За шпијуне нема више дана,
ухватише црног игумана,
и шпијуна хватају Арслана,
јер усташе не могу са нама.
Сваки шпијун треба да се стреља,
та одлука народна је жеља,
а да има још би казну вишу
за нашега покојниг Љубишу...
У брошури др Петра Влаховића ових стихова нема. У завршном стиху пјесме се помињу наши Бранковићи и читаоци, без изостављених стихова, остају у дилеми ко су били наши Бранковићи (издајници). То су, по пјесми, били црни игуман и шпијун Арслан. Ћиркова првобитна верзија пјесме је одштампана на писаћој машини илегалне партијске ћелије КПЈ у селу Дивцима крајем 1942.
Након 15 година, у фалсификованој верзији објављене пјесме, не помињу се муслиманске усташе (шпијун Арслан), а онда, по симетрији, изостао је и игуман. О страдању игумана, писао је Станислав Краков у књизи Генерал Милан Недић (други дио, стр. 98., издање Искре из Минхена, 1968.).
Краков је био у Милешеви девет дана након убиства игумана. У сусрет му је изашао млади црноризац, родом из Босанског Грахова, који му је рекао да су комунисти прије девет дана убили игумана, а да су тијело нашли и сахранили поред свете обитељи, прије три дана. Свјежа хумка је била поред зида манастира. Други монах, Рус, бивши царски официр, у тренутку доласка комуниста бјежи у Пљевља. Сутрадан, по доласку аутора књиге, Рус монах се опет вратио у манастир. Сабрат Милешеве, јеромонах Алексије Ненадић, у писму које је написао јереју Браниславу Пурићу, привременом старјешини Милешеве, наводи да је игуман од комуниста убијен 27. септембра 1941. године. Након убиства Нестора Тркуље, Милешева је привремено опустила.
Канонизован је 11. јула 2005. и празнује се на дан Светих новомученика Дабробосанских и Милешевских.